# Novo Selo Bosiljevsko
Novo Selo Bosiljevsko – wieś w Chorwacji, w żupanii karlowackiej, w gminie Bosiljevo. W 2011 roku liczyła 25 mieszkańców.